# Pan pozwoli, Rocco Papaleo
Pan pozwoli, Rocco Papaleo (wł. Permette? Rocco Papaleo) – francusko–włoski komediodramat z 1971 roku w reżyserii Ettorego Scoli, który również współtworzył scenariusz obok Petera Goldfarba i Ruggero Maccariego. Światowa premiera odbyła się 22 listopada 1971 roku. W rolach głównych wystąpili Marcello Mastroianni oraz Lauren Hutton. Muzykę do filmu skomponował Armando Trovajoli. Zdjęcia kręcono w Chicago.

## Obsada
- Marcello Mastroianni jako Rocco
- Lauren Hutton jako Jenny
- Brizio Montinaro
- Paola Natale
- Margot Novak
- Tom Reed
- Umberto Travaglini